# Kinesisk taggsovare
Kinesisk taggsovare (Typhlomys cinereus) är en gnagare som förekommer i Asien. Den ingår i släktet Typhlomys. Ytterligare fyra utdöda arter blev beskrivna.
Taxonomin för populationen i norra Vietnam var länge omstridd. Den beskrevs ursprungligen som underart till kinesisk taggsovare. En genetisk studie från 2014 hade resultatet att Typhlomys chapensis ska godkännas som art (se motsvarande artikel).

## Utseende
Individerna når en kroppslängd (huvud och bål) mellan 7 och 10 cm, en svanslängd av 9 till 14 cm och en vikt omkring 18 gram. Arten tillhör familjen taggsovare men har inga taggar i pälsen och påminner mer om en vanlig mus. Den korta täta pälsen är mjuk. Färgen är på ovansidan mörkgrå och på buken något ljusare. Framtassarna har en vit färg. Vid svansens spets finns en hårtofs som vanligen är vit. Närmare roten är svansen bara glest täckt med hår och där har den även några fjäll. De bakre fötterna är påfallande smala och ögonen är små.

## Utbredning och habitat
Artens utbredningsområde sträcker sig över sydöstra Kina och nordligaste Vietnam. Kanske finns kinesisk taggsovare även i norra Laos. I bergstrakter förekommer den upp till 2 000 meter över havet. Skogarna där kännetecknas av små träd och många bambuväxter som undervegetation. Ibland hittas arten i andra skogar.

## Ekologi
Dessa gnagare gräver underjordiska bon. Annars är nästan ingenting känt om levnadssättet.

## Status
Hela beståndet minskar men hotet är inte allvarlig. IUCN listar kinesisk taggsovare som livskraftig (LC). Populationen i Vietnam listas ibland som utrotningshotad underart, Typhlomys cinereus chapensis.